# 川前町上桶売
川前町上桶売（かわまえまち かみおけうり）は、福島県いわき市の大字である。郵便番号は979-3203。

## 地理
いわき市中部の川前地区に属する。北で川前町小白井、東から南にかけて川前町下桶売、東で田村郡小野町夏井、湯沢とそれぞれ隣接する。概ね町村制施行以前の楢葉郡上桶売村の流れを汲む地域である。二級水系夏井川水系門八川上流域を主な範囲とする。中央部を門八川に沿い南北に福島県道359号神俣停車場川前線が貫く。域内のほとんどが山林で占められ、川沿いのわずかな平地に水田が広がり、街道沿いや山裾を中心に人家が立地する。内郷御厩町に所在するいわき中央警察署及び川前町川前に所在する平消防署川前分遣所がそれぞれ管轄にあたる。

### 主な字
字
- 小久田
- 畝分田
- 岩ノ作
- 五斗巻

- 中里
- 根本
- 宮下
- 土橋

- 石合
- 下沢尻
- 上沢尻
- 大平

### 山岳
- 鬼ヶ城山

### 河川
二級水系夏井川水系
- 門八川

## 歴史
- 1879年1月27日 - 棚倉藩領上桶売村が福島県内における郡区町村制の施行により楢葉郡の村となる[4]。
- 1889年4月1日 - 町村制の施行により上桶売村が川前村、下桶売村、小白井村と合併し川前村が発足する。旧上桶売村域は川前村の大字となる。[4]。
- 1896年4月1日 - 郡の廃置分合により楢葉郡より分離し、磐前郡、磐城郡、菊多郡の合併により新たに発足した石城郡へ編入され、石城郡川前村となる[4]。
- 1966年10月1日 - 川前村が平市・磐城市・常磐市・勿来市・内郷市、石城郡遠野町・四倉町・小川町・三和村・田人村・好間村、双葉郡久之浜町・大久村と合併しいわき市となり、いわき市川前地区の大字となる[4]。

## 世帯数と人口
2023年10月31日現在の世帯数と人口は以下の通りである。
| 大字         | 世帯数 | 人口  |
| ------------ | ------ | ----- |
| 川前町上桶売 | 74世帯 | 165人 |

## 小・中学校の学区
市立小・中学校に通う場合、学区は以下の通りとなる。
| 番地 | 小学校               | 中学校               |
| ---- | -------------------- | -------------------- |
| 全域 | いわき市立小川小学校 | いわき市立小川中学校 |

## 交通

### 道路
- 福島県道359号神俣停車場川前線

## 施設
- いわきの里鬼ヶ城
- 安楽寺
- 熊倉神社
- 沢尻の大ヒノキ（サワラ） - 国の天然記念物